# Prakolar
A Prakolar Rótulos Auto-Adesivos S.A. é uma empresa de rótulos autoadesivos, localizada na cidade de São Paulo e tem mais de 40 anos de existência. Em 2004, conquistou o Prêmio de Excelência Gráfica Fernando Pini, na categoria "Etiquetas, Adesivos e Decalques" Em 2009, a empresa conquistou o Prêmio Sindusfarma 2009, na classe "Rótulos e Etiquetas Auto-adesivas".